# Denticulobasis ariken
Denticulobasis ariken – gatunek ważki z rodziny łątkowatych (Coenagrionidae). Znany tylko z holotypu odłowionego w stanie Rondônia w Brazylii.